# Isodynamischer Punkt
Die beiden isodynamischen Punkte gehören zu den
ausgezeichneten Punkten eines Dreiecks.
Gegeben sei ein Dreieck ABC mit den Halbierenden seiner Innen- und Außenwinkel.
Ua sei der Schnittpunkt der Winkelhalbierenden von {\displaystyle \alpha } mit der
Geraden BC, Va der Schnittpunkt der entsprechenden Außenwinkelhalbierenden mit
BC. Entsprechend seien die Punkte Ub und Vb (jeweils auf CA)
sowie Uc und Vc (jeweils auf AB) definiert. Dann haben die drei Kreise
mit den Durchmessern [Ua Va], [Ub Vb] und
[Uc Vc] zwei Punkte S und S' gemeinsam. S wird als
1. isodynamischer Punkt bezeichnet (Kimberling-Nummer {\displaystyle X_{15}}), S' als 2. isodynamischer Punkt (Kimberling-Nummer {\displaystyle X_{16}}).
Bei gleichseitigen Dreiecken fallen die isodynamischen Punkte zusammen (nämlich mit dem Schwerpunkt, dem Inkreismittelpunkt, dem Umkreismittelpunkt und dem Höhenschnittpunkt). Dreiecke, die nicht gleichseitig sind, haben zwei verschiedene isodynamische Punkte. Die isodynamischen Punkte wurden 1885 von Joseph Neuberg erstmals studiert und benannt.

## Koordinaten
Die trilinearen Koordinaten der isodynamischen Punkte sind
{\displaystyle \sin \left(\alpha \pm {\frac {\pi }{3}}\right)\,:\,\sin \left(\beta \pm {\frac {\pi }{3}}\right)\,:\,\sin \left(\gamma \pm {\frac {\pi }{3}}\right).}
Die baryzentrischen Koordinaten sind
{\displaystyle \left(a\cdot \sin \left(\alpha \pm {\frac {\pi }{3}}\right)\right):\left(b\cdot \sin \left(\beta \pm {\frac {\pi }{3}}\right)\right):\left(c\cdot \sin \left(\gamma \pm {\frac {\pi }{3}}\right)\right).}
Dabei sind {\displaystyle a,b,c} die Seitenlängen des Dreiecks und {\displaystyle \alpha ,\beta ,\gamma } die Größen der Innenwinkel. Die Pluszeichen gelten für den 1. isodynamischen Punkt ({\displaystyle X_{15}}), die Minuszeichen für den 2. isodynamischen Punkt ({\displaystyle X_{16}}).

## Eigenschaften
- Das gegebene Dreieck geht durch Punktspiegelung an einem der isodynamischen Punkte in ein gleichseitiges Dreieck über.[3]
- Die beiden isodynamischen Punkte sind isogonal konjugiert zu den beiden Fermat-Punkten.[2]
- Die Inversion (Kreisspiegelung) am Umkreis führt einen der beiden isodynamischen Punkte in den anderen über.[2]
- Die Fußpunktdreiecke der beiden isodynamischen Punkte sind gleichseitig.[2]
- Die isodynamischen Punkte liegen auf der Brocard-Achse.[4]
- Bei den drei Kreisen handelt es sich um Kreise des Apollonios, deren Mittelpunkte auf der Lemoine-Gerade liegen.